# 特兰奎洛·卡波佐
特兰奎洛·卡波佐（義大利語：Tranquilo Cappozzo，1918年1月25日—2003年5月14日），阿根廷男子赛艇运动员。他曾代表阿根廷参加1948年和1952年夏季奥林匹克运动会赛艇比赛，其中1952年奥运会获得一枚金牌。